# Dorfkirche Trebenow

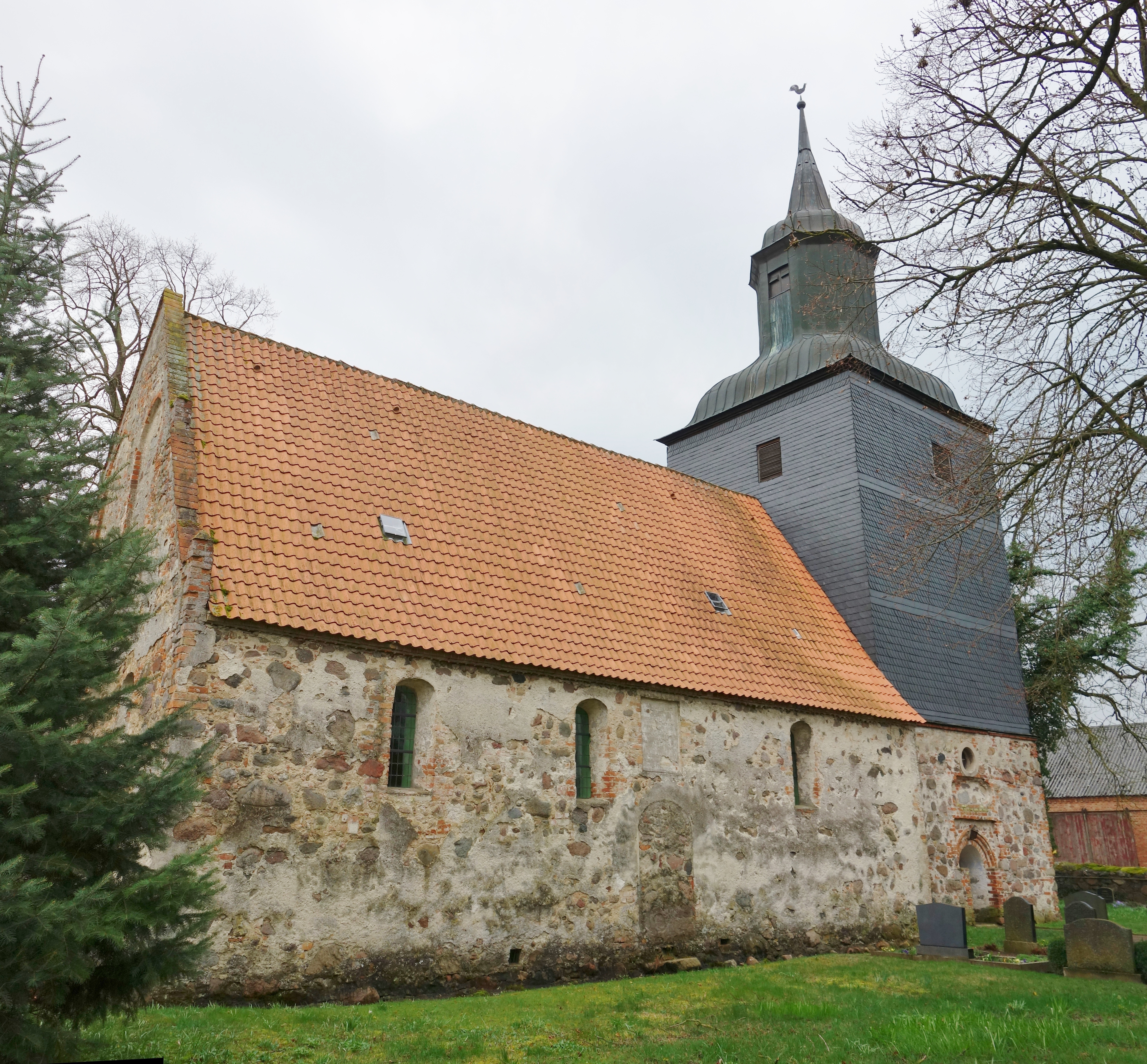
Dorfkirche Trebenow

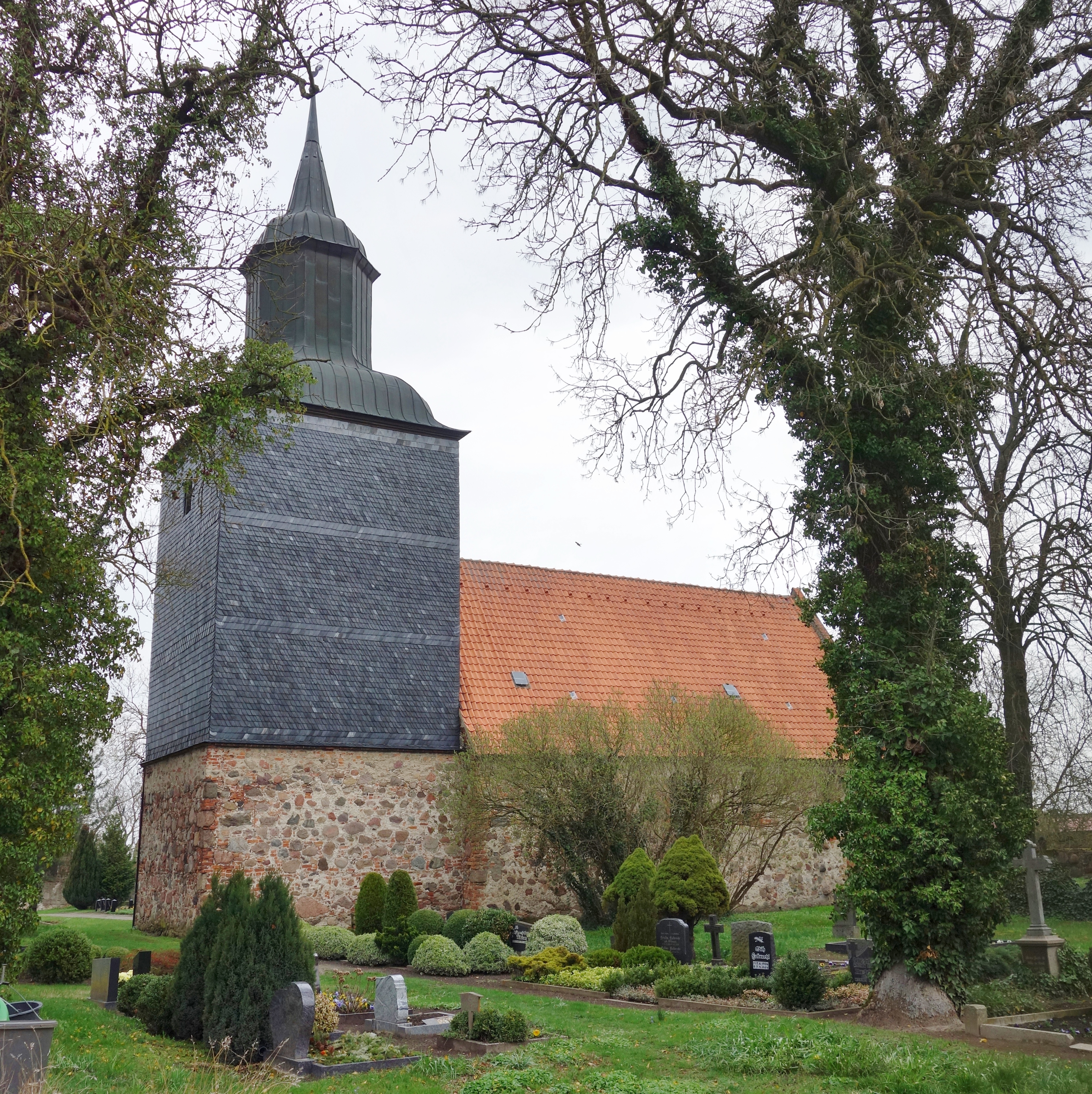
Südwestansicht

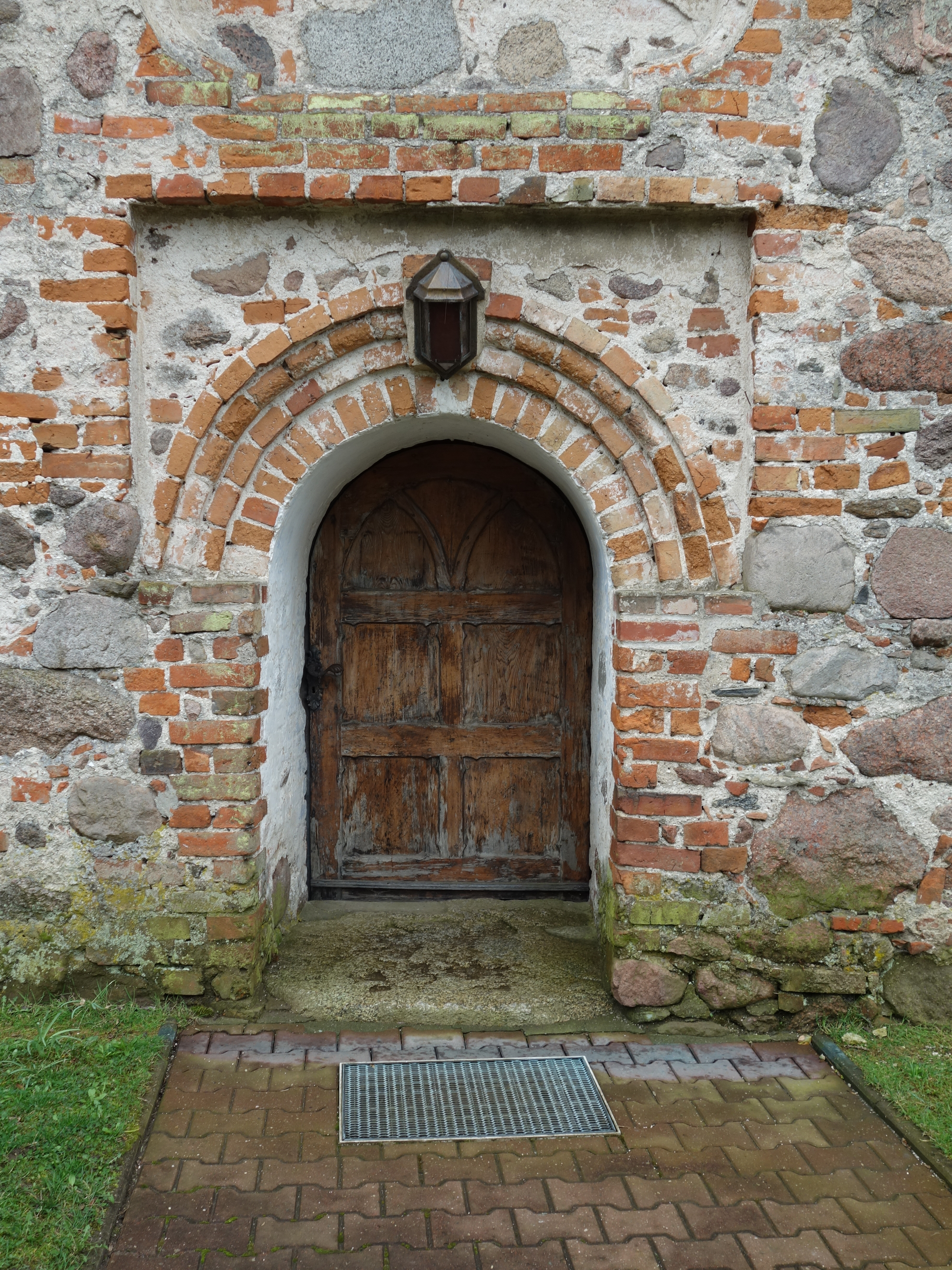
Portal

Die evangelische Dorfkirche Trebenow ist eine spätgotische Saalkirche im Ortsteil Trebenow der Gemeinde Uckerland im Landkreis Uckermark in Brandenburg. Sie gehört zur Kirchengemeinde Hetzdorf in der Propstei Pasewalk (Pommerscher Evangelischer Kirchenkreis) der Evangelisch-Lutherischen Kirche in Norddeutschland.

## Geschichte und Architektur
Die Kirche ist ein verputzter Rechtecksaal aus unregelmäßigem Mischmauerwerk von Feldstein und Backstein mit quadratischem Westturm aus dem 15. Jahrhundert. Nach dem Datum über dem rundbogigen Nordportal wurde das Bauwerk um 1600 mit stichbogigen Fensterabschlüssen erneuert. Das verschieferte Turmoberteil schließt mit einer geschweiften Haube und Laterne, die vermutlich 1695 aufgesetzt wurden. 
Nach längerer Vernachlässigung begannen 1975 im Rahmen eines internationalen Jugendlagers der Aktion Sühnezeichen Renovierungsarbeiten zur Trockenlegung des Mauerwerks gegen aufsteigende Nässe und Aufräumarbeiten auf dem Friedhof. Eine Restaurierung wurde in den Jahren 1988–1990 durchgeführt.
Im fialenbesetzten Ostgiebel sind zwei große Backsteinblenden angeordnet, darunter befindet sich eine leicht gestaffelte Dreifenstergruppe. Im Innern ist das Bauwerk mit einer Holzdecke abgeschlossen; bei einer Restaurierung wurde im Süden eine Wandmalerei mit einer Darstellung des heiligen Christophorus mit dem Christuskind vom Ende des 15. Jahrhunderts aufgedeckt. In den Süd- und Ostfenstern sind fünf Kabinettscheiben aus der Zeit um 1600 eingesetzt, die nach einer Restaurierung 2016 wieder eingebaut wurden.

## Ausstattung
Die Ausstattung ist sehr schlicht und besteht aus einer einfachen Holztaufe aus der ersten Hälfte des 18. Jahrhunderts. Die Westempore mit dem neugotischen Orgelprospekt in der Brüstung stammt aus der zweiten Hälfte des 19. Jahrhunderts (ähnlich der Kirche in Werbelow). Eine eisenbeschlagene Truhe wurde 1718 geschaffen. Die Taufschale aus Messing stammt vom Ende des 17. Jahrhunderts. Das Altarkruzifix und die Leuchter aus Eisenguss wurden 1820/1830 geschaffen. Eine Glocke wurde 1763 von Johann Heinrich Scheel aus Stettin gegossen.
Die Orgel ist ein Werk der Gebrüder Dinse aus dem Jahr 1867 mit acht Registern auf einem Manual und Pedal. Die Disposition lautet:
| I Manual C–f3 |    |
| Principal     | 8′ |
| Gedact        | 8′ |
| Salicional    | 8′ |
| Octave        | 4′ |
| Flauto Dolce  | 4′ |
| Mixtur I-III  |    |

| Pedal C–d1 |     |
| Subbaß     | 16′ |
| Violon     | 8′  |

- Koppeln: Pedalcoppel.
- Nebenregister und Spielhilfen: Calcantenglocke, Evacuant.